# Степень трансцендентности
Степень трансцендентности — максимальное число алгебраически независимых элементов в расширении поля.
Степень трансцендентности даёт возможность измерения величины расширения.

## Определение
Пусть {\displaystyle L/K} — расширение поля {\displaystyle K} до поля {\displaystyle L.} Рассмотрим всевозможные алгебраически независимые подмножества поля {\displaystyle L} над полем {\displaystyle K.} Степень трансцендентности данного расширения определяется как наибольшая мощность среди таких подмножеств.
Обычно обозначается {\displaystyle \mathrm {trdeg} _{K}L} или {\displaystyle \mathrm {trdeg} (L/K).}

### Замечания
Если алгебраически независимых элементов в расширенном поле {\displaystyle L} нет, то множество их пусто, и степень трансцендентности равна нулю.
Таким образом, нулевая степень трансцендентности означает, что данное расширение является алгебраическим.
Если же степень трансцендентности не нулевая, то в {\displaystyle L} существуют «трансцендентные» (не алгебраические по отношению к исходному полю) элементы.

## Связанные понятия
Подмножество {\displaystyle S} из {\displaystyle L} называется базисом трансцендентности расширения {\displaystyle L/K,} если:
- элементы {\displaystyle S} алгебраически независимы над {\displaystyle K;}
- базис полон, то есть {\displaystyle L} является алгебраическим расширением поля {\displaystyle K(S),} полученного присоединением элементов {\displaystyle S} к полю {\displaystyle K.}

Можно показать, что для любого заданного расширения поля базисы трансцендентности существуют (в доказательстве используется аксиома выбора), причём все они имеют одинаковую мощность, равную степени трансцендентности. Базисы трансцендентности — полезный инструмент для доказательства различных теорем существования про гомоморфизмы полей.
Расширение поля {\displaystyle L/K} называется чисто трансцендентным, если в {\displaystyle L} существует подмножество {\displaystyle S} алгебраически независимых над {\displaystyle K} элементов такое, что {\displaystyle K(S)=L.}

## Примеры
- Для расширения поля рациональных чисел {\displaystyle \mathbb {Q} } до поля вещественных чисел {\displaystyle \mathbb {R} } степень трансцендентности есть континуум. Это следует из того, что множество алгебраических чисел счётно.
- Поле рациональных функций {\displaystyle n} переменных {\displaystyle K(x_{1}\dots x_{n})} над полем {\displaystyle K} является чисто трансцендентным расширением {\displaystyle K.} Его степень трансцендентности равна {\displaystyle n,} а в качестве базиса трансцендентности можно взять {\displaystyle \{x_{1},x_{2},\dots ,x_{n}\}.}
- Поле {\displaystyle \mathbb {Q} ({\sqrt {2}},\pi )} является расширением поля {\displaystyle \mathbb {Q} } со степенью трансцендентности 1, потому что {\displaystyle {\sqrt {2}}} является алгебраическим числом, а {\displaystyle \pi } — трансцендентным.
- Поле {\displaystyle \mathbb {Q} (\pi ,e)} также является расширением поля {\displaystyle \mathbb {Q} ,} его степень трансцендентности не определена (либо 1, либо 2), поскольку неизвестно, являются ли константы {\displaystyle \pi } и {\displaystyle e} алгебраически независимыми.

## Свойства
Если мы имеет двукратное расширение поля: {\displaystyle M\supset L\supset K,} то степень трансцендентности {\displaystyle M/K} равна (теоретико-множественной) сумме степеней трансцендентности {\displaystyle L/K} и {\displaystyle M/L.} Базис трансцендентности {\displaystyle M/K} получается объединением базисов трансцендентности для {\displaystyle L/K} и {\displaystyle M/L.}